# كيفن ثورن
كيفن ثورن (بالإنجليزية: Kevin Thorn)‏ هو مصارع محترف أمريكي، ولد في 17 يناير 1977 في ممفيس في الولايات المتحدة.

## وصلات خارجية
- كيفن ثورن على موقع WrestlingData.com (الإنجليزية)
- كيفن ثورن على موقع CageMatch worker (الإنجليزية)
- كيفن ثورن على موقع قاعدة بيانات المصارعة على الإنترنت (الإنجليزية)
- كيفن ثورن على موقع عالم المصارعة على الإنترنت (الإنجليزية)

- كيفن ثورن على موقع IMDb (الإنجليزية)
- كيفن ثورن على موقع قاعدة بيانات الفيلم (الإنجليزية)